# Бернард Лене
Бернард Лене (нід. Bernard Leene, 15 лютого 1903 — 24 листопада 1988) — нідерландський велогонщик.
Олімпійський чемпіон 1928 року на тандемах, срібний призер 1936 року на тандемах.